# Harbrinkhoek
Harbrinkhoek (52° 23′ N, 6° 43′ L) é uma cidade dos Países Baixos, na província de Overijssel. Harbrinkhoek pertence ao município de Tubbergen, e está situada a 5 km, a nordeste de Almelo.
Em 2001, a cidade de Harbrinkhoek tinha 798 habitantes. A área urbana da cidade é de 0.26 km², e tem 287 residências. 
A área de Harbrinkhoek, que também inclui as partes periféricas da cidade, bem como a zona rural circundante, tem uma população estimada em 1480 habitantes.